# Brandon United F.C.
Brandon United Football Club là một câu lạc bộ bóng đá Anh có sân nhà Welfare Ground ở Brandon, gần Durham, County Durham. Hiện tại đội bóng đang thi đấu ở Northern Football League Division Two.
Brandon United ban đầu được thành lập là một đội bóng thi đấu Sáng Chủ nhật có tên gọi Rostrons, tên công ty giấy phế liệu có nhiều công nhân làm việc nhất. Họ bắt đầu thi đấu ở Durham & District Sunday League mùa giải 1968–69, gia nhập Third Division và dần thi đấu lên đến First Division. Họ cơ bản là các khán giả địa phương, tuy nhiên sự bao gồm các cầu thủ của Northern League và Wearside League biến câu lạc bộ thành một trong những đội bóng thi đấu Chủ nhật mạnh nhất ở vùng Đông Bắc. Từ 1968–69 đến 1976–77 họ vô địch First Division 4 lần, 3 lần vô địch Durham County FA. Sunday Cup, và cuối cùng là F.A. Sunday Cup mùa giải 1975–76, sau khi đánh bại Evergreen 2–1.
Khoảnh khắc tự hào nhất của Brandon United đến ở mùa giải 1979–80 khi lần đầu tiên tham dự F.A. Cup và vào đến Vòng 1, khi đánh bại các đối thủ ở Northern League như Spennymoor United, Tow Law Town, South Bank và North Shields. Ở Vòng 1, Brandon thất bại 3–0 trước đội bóng ở Football League Bradford City, trong trận đấu ở sân Spennymoor.
Câu lạc bộ gia nhập Wearside League mùa giải 1981–82, vô địch Sunderland Shipowners Cup. Mùa giải sau đó họ vào đến Tứ kết FA Vase và lặp lại kì tích này mùa giải sau đó.

## Danh hiệu
- Northern Football League Division One[1]
  - Vô địch 2002–03
- Northern Football League Division Two
  - Vô địch 1984–85, 1999–2000
- Northern Football Alliance
  - Vô địch 1977–78, 1978–79

## Kỉ lục
- FA Cup[1]
  - Vòng 1 1979–80, 1988–89
- FA Trophy
  - Vòng loại 3 1987–88, 1989–90
- FA Vase
  - Tứ kết 1982–83